# Leptonannus
Leptonannus is een geslacht van wantsen uit de familie van de Ceratocombidae (Bladmoswantsen). Het geslacht werd voor het eerst wetenschappelijk beschreven door Odo Reuter in 1891.

## Soorten
Het genus bevat de volgende soorten:

- Leptonannus biguttulus (Reuter, 1891)
- Leptonannus latipennis (Uhler, 1904)
- Leptonannus miocenicus Azar et al., 2010